# Demografía de Macedonia del Norte

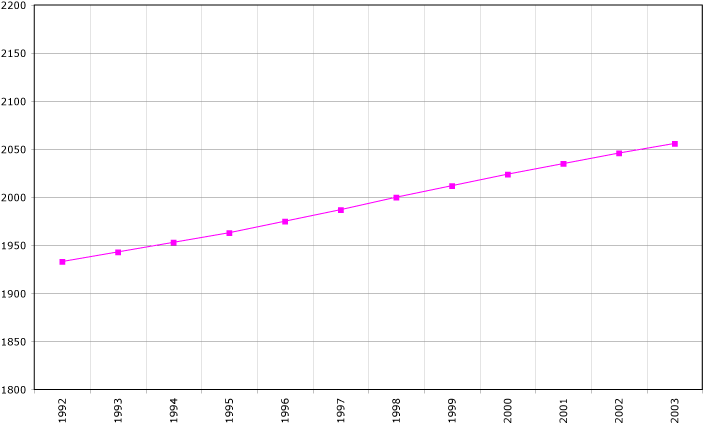
Evolución demográfica de Macedonia del Norte.

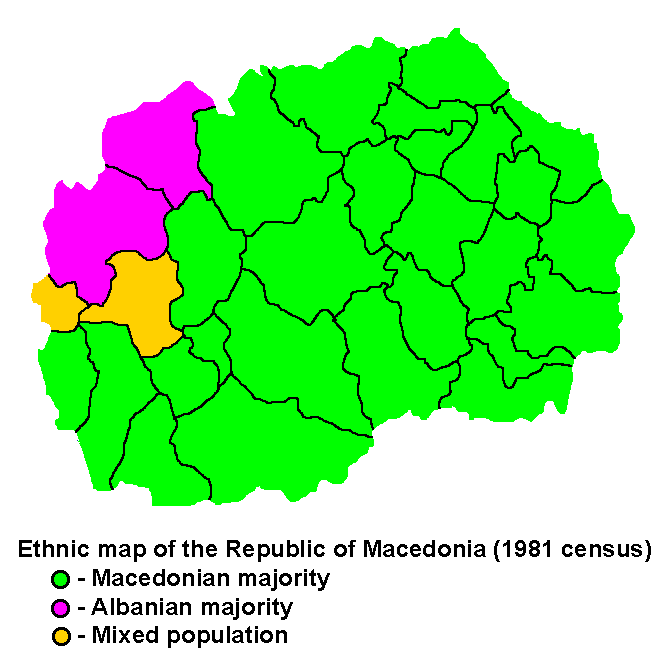
División étnica de Macedonia del Norte.

El siguiente artículo describe las características de la demografía de Macedonia del Norte.

## Población
En el año 2007, Macedonia del Norte tenía una población de 2.055.400 habitantes. La esperanza de vida es de 74.2 años. El 96.1% de la población esta alfabetizada. El promedio de hijos por mujer es de tan solo 1.57.

## Idioma
La lengua materna de los 1,4 millones de habitantes del estado es el macedonio, un idioma eslavo del sur. El albanés es hablado por cerca de 500.000 personas y el turco por 80.000. Actualmente,[¿cuándo?] el gobierno macedonio está votando si el albanés debiera convertirse en el segundo idioma oficial.[cita requerida] Se estima que hay 120.000 hablantes de romaní.

## Religión
Según una encuesta del 2011 desarrollada por Ipsos MORI, la distribución de la población según la religión corresponde a :70.7% cristiano (69.6% Iglesia ortodoxa y 0.4% Católicos y Protestantes), 28.6% Musulmantes, un 0.5% de no afiliados a ningún tipo de religión y 0.2% a otras religiones

## Estadísticas vitales
Fuente: Oficina estatal de estadísticas de la República de Macedonia del Norte
|                   | Población          | Nacidos vivos | Muertes   | Cambio natural | Crude birth rate (per 1000) | Crude death rate (per 1000) | Cambio natural (por 1000) | Tasa de fertilidad total | Female fertile population (15–49 years) |
| ----------------- | ------------------ | ------------- | --------- | -------------- | --------------------------- | --------------------------- | ------------------------- | ------------------------ | --------------------------------------- |
| 1950              | 1,229,000          | 49,560        | 18,023    | 31,537         | 40.3                        | 14.7                        | 25.7                      | 5.70                     | 294,932                                 |
| 1951              | 1,262,000          | 45,329        | 20,747    | 24,582         | 35.9                        | 16.4                        | 19.5                      | 5.14                     | 301,090                                 |
| 1952              | 1,280,000          | 51,054        | 17,978    | 33,076         | 39.9                        | 14.0                        | 25.8                      | 5.64                     | 307,247                                 |
| 1953              | 1,310,000          | 49,665        | 19,312    | 30,353         | 37.9                        | 14.7                        | 23.2                      | 5.26                     | 313,405                                 |
| 1954              | 1,338,000          | 50,984        | 16,722    | 34,262         | 38.1                        | 12.5                        | 25.6                      | 5.27                     | 317,457                                 |
| 1955              | 1,355,000          | 49,093        | 17,919    | 31,174         | 36.2                        | 13.2                        | 23.0                      | 4.95                     | 321,510                                 |
| 1956              | 1,357,000          | 47,486        | 15,386    | 32,100         | 35.0                        | 11.3                        | 23.7                      | 4.63                     | 325,560                                 |
| 1957              | 1,364,000          | 46,107        | 17,341    | 28,766         | 33.8                        | 12.7                        | 21.1                      | 4.21                     | 341,923                                 |
| 1958              | 1,375,000          | 44,619        | 13,917    | 30,702         | 32.5                        | 10.1                        | 22.3                      | 4.27                     | 324,023                                 |
| 1959              | 1,382,000          | 44,638        | 14,998    | 29,640         | 32.3                        | 10.9                        | 21.4                      | 4.21                     | 326,696                                 |
| 1960              | 1,391,927          | 44,059        | 14,007    | 30,052         | 31.7                        | 10.1                        | 21.6                      | 4.11                     | 330,667                                 |
| 1961              | 1,408,302          | 42,182        | 13,141    | 29,041         | 30.0                        | 9.3                         | 20.6                      | 3.87                     | 334,636                                 |
| 1962              | 1,427,771          | 40,615        | 16,155    | 24,460         | 28.4                        | 11.3                        | 17.1                      | 3.68                     | 339,207                                 |
| 1963              | 1,449,932          | 41,284        | 13,229    | 28,055         | 28.5                        | 9.1                         | 19.3                      | 3.70                     | 346,814                                 |
| 1964              | 1,473,996          | 42,897        | 13,286    | 29,611         | 29.1                        | 9.0                         | 20.1                      | 3.79                     | 355,915                                 |
| 1965              | 1,499,729          | 42,433        | 12,758    | 29,675         | 28.3                        | 8.5                         | 19.8                      | 3.67                     | 364,762                                 |
| 1966              | 1,525,841          | 41,434        | 12,307    | 29,127         | 27.2                        | 8.1                         | 19.1                      | 3.55                     | 374,067                                 |
| 1967              | 1,550,453          | 40,763        | 12,523    | 28,240         | 26.3                        | 8.1                         | 18.2                      | 3.44                     | 385,649                                 |
| 1968              | 1,575,714          | 40,123        | 12,461    | 27,662         | 25.5                        | 7.9                         | 17.6                      | 3.35                     | 385,966                                 |
| 1969              | 1,602,993          | 40,342        | 13,111    | 27,231         | 25.2                        | 8.2                         | 17.0                      | 3.24                     | 407,438                                 |
| 1970              | 1,629,061          | 37,862        | 12,430    | 25,432         | 23.2                        | 7.6                         | 15.6                      | 2.98                     | 414,465                                 |
| 1971              | 1,654,076          | 37,904        | 12,447    | 25,457         | 22.9                        | 7.5                         | 15.4                      | 2.93                     | 421,227                                 |
| 1972              | 1,679,456          | 38,187        | 13,096    | 25,091         | 22.7                        | 7.8                         | 14.9                      | 2.85                     | 433,883                                 |
| 1973              | 1,704,602          | 37,478        | 12,217    | 25,261         | 22.0                        | 7.2                         | 14.8                      | 2.72                     | 441,859                                 |
| 1974              | 1,729,935          | 38,382        | 12,143    | 26,239         | 22.2                        | 7.0                         | 15.2                      | 2.70                     | 449,167                                 |
| 1975              | 1,756,335          | 39,579        | 12,629    | 26,950         | 22.5                        | 7.2                         | 15.3                      | 2.70                     | 459,158                                 |
| 1976              | 1,783,518          | 39,809        | 12,377    | 27,432         | 22.3                        | 6.9                         | 15.4                      | 2.68                     | 460,429                                 |
| 1977              | 1,810,148          | 38,932        | 12,899    | 26,033         | 21.5                        | 7.1                         | 14.4                      | 2.54                     | 471,192                                 |
| 1978              | 1,836,270          | 38,790        | 12,577    | 26,213         | 21.1                        | 6.8                         | 14.3                      | 2.49                     | 477,743                                 |
| 1979              | 1,863,728          | 39,407        | 12,653    | 26,754         | 21.1                        | 6.8                         | 14.4                      | 2.49                     | 485,716                                 |
| 1980              | 1,891,319          | 39,784        | 13,542    | 26,242         | 21.0                        | 7.2                         | 13.9                      | 2.46                     | 493,690                                 |
| 1981              | 1,916,713          | 39,488        | 13,383    | 26,105         | 20.6                        | 7.0                         | 13.6                      | 2.48                     | 491,236                                 |
| 1982              | 1,941,914          | 39,789        | 13,510    | 26,279         | 20.5                        | 7.0                         | 13.5                      | 2.45                     | 494,341                                 |
| 1983              | 1,967,556          | 39,210        | 14,391    | 24,819         | 19.9                        | 7.3                         | 12.6                      | 2.40                     | 506,960                                 |
| 1984              | 1,992,424          | 38,861        | 14,066    | 24,795         | 19.5                        | 7.1                         | 12.4                      | 2.35                     | 510,613                                 |
| 1985              | 2,016,942          | 38,722        | 14,408    | 24,314         | 19.2                        | 7.1                         | 12.1                      | 2.32                     | 516,227                                 |
| 1986              | 2,041,064          | 38,234        | 14,438    | 23,796         | 18.7                        | 7.1                         | 11.7                      | 2.27                     | 521,106                                 |
| 1987              | 2,065,005          | 38,572        | 14,644    | 23,928         | 18.7                        | 7.1                         | 11.6                      | 2.27                     | 529,021                                 |
| 1988              | 2,088,651          | 37,879        | 14,565    | 23,314         | 18.1                        | 7.0                         | 11.2                      | 2.22                     | 530,321                                 |
| 1989              | 2,070,912          | 35,927        | 14,592    | 21,335         | 17.3                        | 7.0                         | 10.3                      | 2.09                     | 538,168                                 |
| 1990              | 2,053,172          | 35,401        | 14,643    | 20,758         | 17.2                        | 7.1                         | 10.1                      | 2.06                     | 547,749                                 |
| 1991              | 2,035,433          | 34,830        | 14,789    | 20,041         | 17.1                        | 7.3                         | 9.8                       | 2.30                     | 512,254                                 |
| 1992              | 2,017,694          | 33,238        | 16,022    | 17,216         | 16.5                        | 7.9                         | 8.5                       | 2.20                     | 507,710                                 |
| 1993              | 1,999,955          | 32,374        | 15,591    | 16,783         | 16.2                        | 7.8                         | 8.4                       | 2.15                     | 503,163                                 |
| 1994              | 1,982,215          | 31,421        | 15,771    | 15,650         | 15.9                        | 8.0                         | 7.9                       | 2.14                     | 498,620                                 |
| 1995              | 1,964,476          | 29,886        | 16,338    | 13,548         | 15.2                        | 8.3                         | 6.9                       | 2.07                     | 505,335                                 |
| 1996              | 1,981,543          | 28,946        | 16,063    | 12,883         | 14.6                        | 8.1                         | 6.5                       | 1.94                     | 511,960                                 |
| 1997              | 1,996,869          | 26,830        | 16,596    | 10,234         | 13.4                        | 8.3                         | 5.1                       | 1.73                     | 517,392                                 |
| 1998              | 2,007,523          | 26,639        | 16,870    | 9,769          | 13.3                        | 8.4                         | 4.9                       | 1.72                     | 520,862                                 |
| 1999              | 2,017,142          | 24,963        | 16,789    | 8,174          | 12.4                        | 8.3                         | 4.1                       | 1.63                     | 523,687                                 |
| 2000              | 2,026,350          | 26,168        | 17,253    | 8,915          | 12.9                        | 8.5                         | 4.4                       | 1.74                     | 526,563                                 |
| 2001              | 2,034,882          | 24,183        | 16,919    | 7,264          | 11.9                        | 8.3                         | 3.6                       | 1.54                     | 529,374                                 |
| 2002              | 2,020,157          | 24,154        | 17,962    | 6,192          | 12.0                        | 8.9                         | 3.1                       | 1.57                     | 526,937                                 |
| 2003              | 2,026,773          | 23,596        | 18,006    | 5,590          | 13.3                        | 8.9                         | 4.4                       | 1.50                     | 524,156                                 |
| 2004              | 2,032,544          | 23,361        | 17,944    | 5,417          | 11.5                        | 8.8                         | 2.7                       | 1.52                     | 525,682                                 |
| 2005              | 2,036,855          | 22,482        | 18,406    | 4,076          | 11.0                        | 9.0                         | 2.0                       | 1.46                     | 526,456                                 |
| 2006              | 2,040,228          | 22,585        | 18,630    | 3,955          | 11.1                        | 9.1                         | 1.9                       | 1.46                     | 527,410                                 |
| 2007              | 2,043,559          | 22,688        | 19,594    | 3,094          | 11.1                        | 9.6                         | 1.5                       | 1.46                     | 528,413                                 |
| 2008              | 2,046,898          | 22,945        | 18,982    | 3,963          | 11.2                        | 9.3                         | 1.9                       | 1.47                     | 528,842                                 |
| 2009              | 2,050,671          | 23,684        | 19,060    | 4,624          | 11.5                        | 9.3                         | 2.3                       | 1.52                     | 528,674                                 |
| 2010              | 2,055,004          | 24,296        | 19,113    | 5,183          | 11.8                        | 9.3                         | 2.5                       | 1.56                     | 527,743                                 |
| 2011              | 2,058,539          | 22,770        | 19,465    | 3,305          | 11.1                        | 9.5                         | 1.6                       | 1.46                     | 526,437                                 |
| 2012              | 2,061,044          | 23,568        | 20,134    | 3,434          | 11.4                        | 9.8                         | 1.7                       | 1.51                     | 525,092                                 |
| 2013              | 2,064,032          | 23,138        | 19,208    | 3,930          | 11.2                        | 9.3                         | 1.9                       | 1.49                     | 523,099                                 |
| 2014              | 2,067,471          | 23,596        | 19,718    | 3,878          | 11.4                        | 9.5                         | 1.9                       | 1.53                     | 520,072                                 |
| 2015              | 2,070,226          | 23,075        | 20,461    | 2,614          | 11.1                        | 9.9                         | 1.3                       | 1.50                     | 516,830                                 |
| 2016              | 2,072,490          | 23,002        | 20,421    | 2,581          | 11.1                        | 9.9                         | 1.2                       | 1.51                     | 513,990                                 |
| 2017              | 2,074,502          | 21,754        | 20,318    | 1,436          | 10.5                        | 9.8                         | 0.7                       | 1.44                     | 510,786                                 |
| 2018              | 2,076,217          | 21,333        | 19,727    | 1,606          | 10.3                        | 9.5                         | 0.8                       | 1.43                     | 507,275                                 |
| 2019              | 2,076,694          | 19,845        | 20,446    | -601           | 9.6                         | 9.8                         | -0.3                      | 1.34                     | 503,623                                 |
| 2020              |                    | 19,031        | 25,755    | -6,724         |                             |                             |                           |                          |                                         |
|                   | Average population | Live births   | Deaths    | Natural change | Crude birth rate (per 1000) | Crude death rate (per 1000) | Natural change (per 1000) | Total fertility rate     | Female fertile population (15–49 years) |
| Total 1950-2019   |                    | 2,461,593     | 1,113,567 | 1,348,026      | 1360.1                      | 615.3                       | 744.8                     |                          |                                         |
| Average 1950-2019 | 1,809,849          | 35,166        | 15,908    | 19,258         | 19.4                        | 8.8                         | 10.6                      | 2.50                     | 457,738                                 |

### Gitanos
La Década para la inclusión gitana es una iniciativa para mejorar las condiciones socioeconómicas y la inclusión social de las minorías de gitanos en los siete países participantes son Bulgaria, Croacia, la República Checa, Eslovaquia, Hungría, Macedonia del Norte, Rumania, Serbia y Montenegro. Todos esos países tienen una minoría significativa de gitanos, la cual generalmente se encuentra en desventaja social y económica. La iniciativa fue lanzada en 2005 y representa un esfuerzo multinacional que deberá durar hasta 2015.
La composición étnica actual es la siguiente:
- Europeos: 93.0% (Macedonios eslavos 64,2% + albaneses 28,8%)
- Asiáticos: 3,9% (mayoría de Turcos)
- Gitanos: 2,7%
- Otros: 0,4%

### Emigración

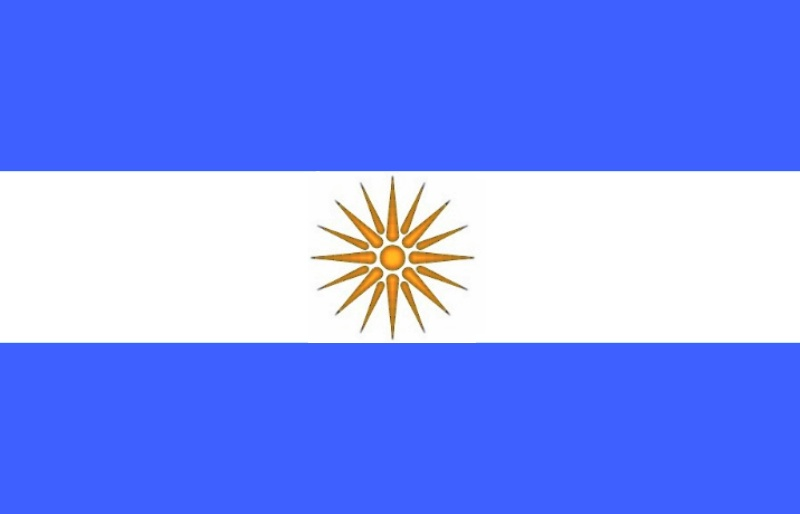
Uso no oficial de bandera de la colectividad macedónica en Buenos Aires.

El pueblo eslavo de macedonia ha emigrado a otros sitios del mundo, principalmente el continente americano. Una comunidad importante se encuentra en Estados Unidos, y fomenta el uso de los símbolos nacionales del sol de vergina, como identificación nacional. En el Río de la Plata, principalmente en las capitales de Buenos Aires y Montevideo, hay imperceptibles comunidades de macedonios griegos y eslavos.